# روس سكوين
روس سكوين (بالإنجليزية: Russ Schoene)‏ مواليد 16 أبريل 1960 في ترينتون، هو مدرب كرة سلة أمريكي ولاعب سابق. بدأ مسيرته الاحترافية في سنة 1982. تم اختياره من قبل فريق فيلادلفيا سفنتي سيكسرز خلال الدرافت. يبلغ طوله 6 قدم 10 بوصة (2.1 م). اعتزل اللعب في 1994.

## المسيرة الاحترافية
لعب مع فيلادلفيا سفنتي سيكسرز في موسم 1982–1983، ثم لعب مع إنديانا بايسرز في سنة 1983، ثم لعب مع أولمبيا ميلانو في الدوري الإيطالي من سنة 1984 إلى 1986، ثم لعب مع سياتل سوبرسونيكس من سنة 1986 إلى 1989، ثم لعب مع سكاليجيرا باسكت فيرونا من سنة 1989 إلى 1992، ثم لعب مع باسكت نابولي في موسم 1992–1993، ثم لعب مع فيرتوس بالاكانسترو بولونيا في سنة 1994.

## روابط خارجية
- روس سكوين على موقع إن بي أي (الإنجليزية)
- روس سكوين على موقع سبورتس رفرنس (الإنجليزية)
- روس سكوين على موقع كلية كرة السلة في سبورتس رفرنس.كوم (الإنجليزية)
- روس سكوين على موقع ريلجم (الإنجليزية)
- روس سكوين على موقع بروبوليرز (الإنجليزية)